# دربيسية
الدربيسية (الاسم العلمي:Derbesiaceae) هي فصيلة من الطحالب الخضراء تتبع رتبة الخثيات الخضراء من طائفة الأشنيات الأولفانية.

## الأجناس
- الدربيس